# Ali Kemal Özkan
Ali Kemal Özkan (* 28. Juli 1993 in Izmir) ist ein türkischer Fußballspieler, der für Batman Petrolspor spielt.

## Karriere
Özkan begann seine Vereinsfußballkarriere 2004 in der Jugend vom Aydın Yıldızspor. 2007 wechselte er in die Jugend von Aydınspor, dem damals prestigereichsten Verein der Provinz Aydın. Nachdem dieser Verein aufgrund finanzieller Probleme vor der Auflösung bestanden hatte, wechselte Özkan in die Jugend von Salihli Belediyespor und ein halbes Jahr später in die Jugendabteilung von Karşıyaka SK. Im Sommer 2012 wurde er hier mit einem Profivertrag ausgestattet und neben seiner Tätigkeit bei der Reservemannschaft auch am Training der Profimannschaft beteiligt.
Sein Profidebüt gab er am 3. Oktober 2012 während einer Pokalbegegnung gegen Kocaelispor.
Für die Saison 2014/15 wurde er an Batman Petrolspor ausgeliehen. Im Frühjahr 2015 kehrte er vorzeitig zu Karşıyaka SK zurück. Die Rückrunde der Saison 2015/16 verbrachte er als Leihspieler bei Bugsaşspor.